# 배우학교
《배우학교》는 2016년 2월 4일부터 2016년 4월 21일까지 tvN에서 방송된 텔레비전 오락 프로그램이다.

## 출연자
- 박신양
- 이원종
- 장수원
- 이진호
- 심희섭
- 박두식
- 유병재
- 남태현

## 시청률
| 회차 | 방송일자        | AGB 닐슨 시청률 | TNmS 시청률 |
| ---- | --------------- | --------------- | ----------- |
| 1화  | 2016년 2월 4일  | 3.0%            | 2.3%        |
| 2화  | 2016년 2월 11일 | 1.9%            | 2.0%        |
| 3화  | 2016년 2월 18일 | 1.4%            | 1.4%        |
| 4화  | 2016년 2월 25일 | 0.8%            | 0.9%        |
| 5화  | 2016년 3월 3일  | 0.5%            | 0.8%        |
| 6화  | 2016년 3월 10일 | 0.6%            | 0.8%        |
| 7화  | 2016년 3월 17일 | 0.8%            | 0.5%        |
| 8화  | 2016년 3월 24일 | 0.6%            | 0.6%        |
| 9화  | 2016년 3월 31일 | 0.5%            | 0.6%        |
| 10화 | 2016년 4월 7일  | 0.6%            | 0.7%        |
| 11화 | 2016년 4월 14일 | 0.7%            | 0.5%        |
| 12화 | 2016년 4월 21일 | 0.6%            | 0.7%        |